# 坂元要介
坂元 要介（さかもと ようすけ、1974年1月12日 - ）は、京都府京都市出身の元サッカー選手、サッカー指導者。現役時代のポジションは、ミッドフィールダー（MF）。
日本サッカー協会公認A級ライセンス所持。

## 来歴
ユース日本代表として、アトランタオリンピック・アジア一次予選メンバーへ選出されたが、本大会メンバーへは選出されなかった。同志社大学の同期に、吉田恵、前田信弘がいる。1996年、Jリーグ・京都パープルサンガへ加入。公式戦出場も果たしたが、わずか1年で退団した。その後、佐川急便大阪SC、FC京都BAMB1993を経て、2002年に現役を引退している。
2015年、アルテリーヴォ和歌山の監督に就任した が、2019年10月23日に2019年シーズンでの契約満了が発表された。
2020年1月20日、2021年4月に新設する松江シティFCユースの監督に就任と共に、それまでは松江シティFC育成事業に携わることが発表された。しかし2020年12月26日、「松江シティFC U18 うんなん」の設立中止に伴い、坂元の意向により2021年1月31日付での退任が決定したと発表された。
2021年1月21日、ASハリマアルビオンの監督に就任することが発表された。
2022年1月7日、AC長野パルセイロ・レディースのコーチに就任することが発表された。
2024年1月31日、ノジマステラ神奈川相模原ドゥーエ（U-18）の監督就任が発表された。

## 所属クラブ
- 1989年 - 1991年 滝川第二高校
- 1992年 - 1995年 同志社大学
- 1996年 京都パープルサンガ
- 1997年 - 1999年 佐川急便大阪SC
- 2000年 - 2002年 FC KYOKEN/FC KYOKEN京都/FC京都BAMB1993 (現・おこしやす京都AC)

## 個人成績
| 国内大会個人成績 | 国内大会個人成績 | 国内大会個人成績 | 国内大会個人成績 | 国内大会個人成績 | 国内大会個人成績 | 国内大会個人成績 | 国内大会個人成績 | 国内大会個人成績 | 国内大会個人成績 | 国内大会個人成績 | 国内大会個人成績 |
| 年度             | クラブ           | 背番号           | リーグ           | リーグ戦         | リーグ戦         | リーグ杯         | リーグ杯         | オープン杯       | オープン杯       | 期間通算         | 期間通算         |
| 年度             | クラブ           | 背番号           | リーグ           | 出場             | 得点             | 出場             | 得点             | 出場             | 得点             | 出場             | 得点             |
| 日本             | 日本             | 日本             | 日本             | リーグ戦         | リーグ戦         | リーグ杯         | リーグ杯         | 天皇杯           | 天皇杯           | 期間通算         | 期間通算         |
| ---------------- | ---------------- | ---------------- | ---------------- | ---------------- | ---------------- | ---------------- | ---------------- | ---------------- | ---------------- | ---------------- | ---------------- |
| 1993             | 同志社大         | -                | -                | -                | -                | -                | -                | 1                | 0                | 1                | 0                |
| 1996             | 京都             | -                | J                | 7                | 0                | 0                | 0                | 0                | 0                | 7                | 0                |
| 1997             | 佐川大阪         |                  | 関西             |                  |                  | -                | -                | -                | -                |                  |                  |
| 1998             | 佐川大阪         |                  | 関西             |                  |                  | -                | -                | -                | -                |                  |                  |
| 1999             | 佐川大阪         |                  | 関西             |                  |                  | -                | -                | -                | -                |                  |                  |
| 2000             | KYOKEN           | 33               | JFL              | 15               | 0                | -                | -                | -                | -                | 15               | 0                |
| 2001             | KYOKEN           | 10               | JFL              | 28               | 2                | -                | -                | 2                | 0                | 30               | 2                |
| 2002             | FC京都           | 10               | JFL              | 14               | 0                | -                | -                | -                | -                | 14               | 0                |
| 通算             | 日本             | 日本             | J                | 7                | 0                | 0                | 0                | 0                | 0                | 7                | 0                |
| 通算             | 日本             | 日本             | JFL              | 57               | 2                | -                | -                | 2                | 0                | 59               | 2                |
| 通算             | 日本             | 日本             | 関西             |                  |                  | -                | -                | -                | -                |                  |                  |
| 通算             | 日本             | 日本             | 他               | -                | -                | -                | -                | 1                | 0                | 1                | 0                |
| 総通算           | 総通算           | 総通算           | 総通算           |                  |                  | 0                | 0                | 3                | 0                |                  |                  |

- Jリーグ初出場 - 1996年3月23日第3節 対鹿島アントラーズ戦 (カシマスタジアム)
  - 63分、大熊裕司に代わり途中出場[8]
- JFL初出場 - 2000年4月16日 JFL前期第1節 vs大塚製薬サッカー部戦 (徳島)
- JFL初得点 - 2001年7月22日 JFL後期第1節 vsSC鳥取戦 (太陽が丘)

## 代表歴
1995年　アトランタオリンピック・アジア一次予選メンバー

## 指導歴
- 2003年：FC京都BAMB1993 (現・アミティエSC) - コーチ
- 2004年：レスタFC - ヘッドコーチ
- 2005年：CASCAVEL KANSAI (フットサル) - 監督
- 2005年 - 2012年7月：同志社大学サッカー部 - コーチ
- 2013年[9] - 2014年：スペランツァFC大阪高槻 - コーチ
- 2015年 - 2019年 アルテリーヴォ和歌山 - 監督
- 2020年 松江シティFCU-15 - 監督
- 2021年 ASハリマアルビオン - 監督
- 2022年 - 2023年 AC長野パルセイロ・レディース - コーチ
- 2024年 - ノジマステラ神奈川相模原ドゥーエ（U-18） - 監督

## 監督成績
| 年度 | 所属        | クラブ   | リーグ戦 | リーグ戦 | リーグ戦 | リーグ戦 | リーグ戦 | リーグ戦 | カップ戦              | カップ戦      |
| 年度 | 所属        | クラブ   | 順位     | 試合     | 勝点     | 勝       | 分       | 敗       | ナビスコ杯/なでしこ杯 | 天皇杯/皇后杯 |
| ---- | ----------- | -------- | -------- | -------- | -------- | -------- | -------- | -------- | --------------------- | ------------- |
| 2015 | 関西1部     | 和歌山   | 優勝     | 14       | 33       | 11       | 0        | 3        | -                     | 1回戦         |
| 2016 | 関西1部     | 和歌山   | 優勝     | 14       | 34       | 11       | 1        | 2        | -                     | 1回戦         |
| 2017 | 関西1部     | 和歌山   | 3位      | 14       | 24       | 8        | 0        | 6        | -                     | 1回戦         |
| 2018 | 関西1部     | 和歌山   | 5位      | 14       | 20       | 6        | 2        | 6        | -                     | 1回戦         |
| 2019 | 関西1部     | 和歌山   | 3位      | 14       | 22       | 7        | 1        | 6        | -                     | 2回戦         |
| 2021 | なでしこ1部 | ASハリマ | 7位      | 22       | 24       | 6        | 8        | 8        | -                     | 3回戦         |

## タイトル
- 関西サッカーリーグ Manager of the Year（2019年）